# 玉璽
玉璽（ぎょくじ）は、広義では皇帝の用いる璽（印章）のことを指すが、狭義では中国の伝国璽を指すことが多い。

## 概要
璽は元々印章一般を指す言葉であったが、秦の始皇帝が皇帝の印のみに用いるように定めた。
印章の形式については細かい規定があり、印の名前が上から璽、章、印。材質は上から玉、金、銀、銅。印に結びつける紐の結び方や紐の色も定められており、印によってすぐに地位が分かるようになっていた。
玉（ぎょく）で作られた璽であるので玉璽と呼ばれる。